# Napola – Elite für den Führer
Pour plus de détails, voir Fiche technique et Distribution.
Napola - Elite für den Führer (litt. « Napola - l'élite du Führer ») est un film allemand réalisé par Dennis Gansel, sorti en 2004.
Il est centré sur les Napola — acronyme pour National-politische Erziehungs-Anstalt — créés sous le gouvernement de l'Allemagne nazie. Ces académies militaires ont été conçues comme des écoles préparatoires pour la future élite politique et militaire nazie.
En France, il reste longtemps inédit jusqu'à sa première diffusion télévisée en 2018, sous le titre Corps d'élite, sur Arte.

## Synopsis
En 1942, les talents de boxeur de Friedrich Weimer (Max Riemelt), un garçon de 16 ans, lui valent son admission à l'Académie politique nationale (Napola), lycée militaire qui sert de formation à l'élite nazie. Son père, ouvrier d'usine qualifié qui méprise les nazis, refuse catégoriquement que Friedrich s'y inscrive. Friedrich, qui voit l'école comme son ticket d'entrée à l'université et à une vie meilleure, imite la signature de son père sur le formulaire d'autorisation et part pendant la nuit. Il se rend dans la ville d'Allenstein, où se trouve l'école, en se faisant conduire par les voitures ou les camions qui passent, si possible, et en marchant le reste du chemin. Les faux papiers de Friedrich sont oubliés à son arrivée. Il est emmené par un autre élève, Christoph Schneider (Jonas Jägermeyr), pour être habillé dans l'uniforme nazi de l'école. Friedrich n'est pas conscient du véritable but de l'école et est très impressionné dès son premier jour à Allenstein.
Cependant, la vision idéaliste de Friedrich sur Allenstein est bientôt ternie par la discipline sévère et rigide qui régit l'école. Les élèves plus âgés sont autorisés à intimider les plus jeunes presque à volonté, car il y a peu d'interférence de la part des responsables de l'école, qui non seulement encouragent un tel comportement mais y participent eux-mêmes. Un garçon, Siegfried Gladen (Martin Goeres), subit des humiliations publiques répétées en raison de sa tendance à uriner au lit pendant son sommeil.
L'école enseigne le credo du parti nazi à ses élèves, avec des sections de discours et d'écrits d'Hitler analysées en classe. La survie du plus apte est préconisée comme le mode de vie naturel, et les Juifs et tous les autres ennemis de l'État sont présentés comme traîtres et par nature inférieurs. L'entraîneur de boxe, qui a appuyé l'admission de Friedrich, travaille avec lui en tête-à-tête, lui apprenant à être dur et impitoyable dans les combats, qualifiant de « conneries » toute forme de compassion pour l'autre boxeur. De retour à sa chambre, Friedrich reçoit une lettre de sa mère, l'informant que son père a reçu la visite de la Gestapo.
Un soir, Friedrich rend visite à Albrecht (Tom Schilling), un élève qui est le fils du Gauleiter Heinrich Steiner (Justus von Dohnányi) et le trouve dans un bureau d'écriture et de courrier que les élèves utilisent. Albrecht confie que ses talents résident dans l'écriture et les arts, domaines que son père considère comme impropres aux hommes. Sa mère le soutient davantage mais est finalement tout aussi désintéressée. Albrecht commence à écrire pour le journal de l'école, en suivant les conseils et les critiques de Friedrich. Lorsque Friedrich dispute son premier match de boxe compétitif contre une autre école de la Napola, il prend peu à peu le dessus sur l'autre garçon, qui se retrouve au sol. Poussé par les cris de son entraîneur, des autres élèves et des officiels, il donne un coup de poing final et remporte le match. Friedrich est félicité par le personnel et les étudiants, mais Albrecht est beaucoup moins enthousiaste.
Un jour, les garçons de septième année sont emmenés dans les tranchées de la cour d'école, où l'instructeur sportif fait une démonstration de l'utilisation de grenades à manche réelles. Chacun des garçons de l'année de Friedrich réussit le lancer, jusqu'à ce qu'un garçon, pris de panique, la fasse tomber au milieu du groupe. Le professeur de sport panique et s'enfuit de la tranchée, abandonnant ses élèves à leur sort. À ce moment, Siegfried Gladen traverse les rangs et plonge sur la grenade à peine une seconde avant qu'elle n'explose. Le Gauleiter Heinrich Steiner arrive pour faire un discours lors des funérailles, louant Siegfried Gladen comme un martyr de la patrie et lui remettant à titre posthume la médaille de sauvetage.
Albrecht invite Friedrich à venir avec lui dans la maison de la famille Steiner, un vaste manoir à la campagne. Heinrich Steiner rentre chez lui pour son anniversaire, invité à un dîner spécial par sa femme et un groupe d'amis du parti nazi, de l'armée allemande et de la Waffen-SS. Il ne manque pas de critiquer Albrecht pour sa politesse, son sens artistique et son manque de talent athlétique. Lui-même boxeur, Heinrich Steiner s'intéresse bien plus à Friedrich qu'à son propre fils et se réjouit de l'incapacité d'Albrecht à rivaliser avec Friedrich lorsque les deux garçons sont emmenés sur un ring, forcés de se battre dans un match de boxe.
Pendant l'hiver, un groupe de véhicules militaires arrive à l'école la nuit. Toute la classe de septième année est appelée à l'extérieur, où le Gauleiter Heinrich Steiner les informe qu'un groupe de prisonniers de guerre soviétiques a maîtrisé leurs gardiens, volé des armes et s'est échappé du village voisin. Les garçons sont armés de fusils Karabiner 98k et envoyés dans les bois pour les rechercher. Friedrich et Albrecht, affectés au même groupe, se retrouvent au fond des bois gelés. Brusquement, un groupe de personnes sort d'une cachette et tente de partir en courant sur la crête d'une colline voisine, en ignorant les cris des garçons leur ordonnant de s'arrêter. Les garçons ouvrent le feu, tirant sur chacun des Russes. En se rapprochant, ils sont choqués de constater que non seulement aucun des prisonniers n'est armé, mais que ce sont tous de jeunes garçons, pas plus âgés que les étudiants allemands. Albrecht horrifié tente vainement de panser les blessures d'un prisonnier encore vivant, mais son père arrive avec une équipe de recherche et tire sur le Russe. Alors que les garçons sont ramenés à Allenstein, ils voient le reste des prisonniers de guerre être rassemblés et entendent une longue fusillade dans les bois.
Le lendemain, en classe, Albrecht lit à haute voix un essai dans lequel il condamne l'exécution des prisonniers de guerre soviétiques comme un acte criminel et sa propre participation à cet acte comme étant « maléfique ». Outrées, les autorités scolaires convoquent son père, qui informe froidement Albrecht qu'il va écrire un nouvel essai, en commençant par s'excuser pour ses précédentes déclarations. Albrecht écrit à la place un deuxième essai dans lequel il condamne son père pour avoir ordonné l'exécution des prisonniers de guerre. Apprenant qu'Albrecht va être expulsé de l'école et incorporé dans la Waffen-SS pour combattre sur le front de l'Est, Friedrich demande ce qu'il va faire ensuite. Albrecht répond : « Je ne sais pas ».
Le lendemain matin, le professeur de sport réveille les garçons de bonne heure et leur ordonne de se rendre sur le lac gelé près de l'école. Deux trous ont été faits dans la glace, et chaque garçon doit plonger dans l'un et nager jusqu'à l'autre, en utilisant comme guide une corde. Friedrich nage dans l'eau glacée, mais Albrecht plonge et ne sort pas. Friedrich le retrouve à mi-chemin entre les trous, après s'être délibérément arrêté sous la glace. En entendant les cris de Friedrich, Albrecht lève les yeux et secoue légèrement la tête. Touchant une main sous la glace, Albrecht lâche la corde, s'enfonce dans l'eau glacée et disparaît de la vue. Profondément affligé, Friedrich écrit une nécrologie pour son ami et demande au directeur de la publier dans le journal de l'école, mais le directeur refuse, déclarant que « parmi les gens qui sont morts pour le Führer, la Patrie et la Nation, il n'y a pas de place pour les suicides ».
Le prochain match de boxe contre l'école Napola de Potsdam est une grande source d'intérêt pour les deux écoles. Friedrich, qui a été accusé de complicité dans la mort d'Albrecht par son père indifférent, se voit dire que son avenir à Allenstein est très lié au résultat de ce match. Des scouts des grandes universités allemandes regardent, ainsi que le directeur d'Allenstein et Gauleiter Heinrich Stein. Bien qu'il ait réussi à maîtriser son adversaire, Friedrich hésite maintenant à frapper un adversaire tombé. L'autre garçon se relève et commence à frapper Friedrich, qui ne riposte pas. Friedrich reste impassible jusqu'à ce qu'il soit assommé, transformant ce qui a failli être une victoire pour Allenstein en une humiliante défaite.
Friedrich est expulsé le lendemain. Il n'est autorisé à parler à aucun de ses camarades au moment de son départ, et est conduit aux portes par le moniteur de sport avec la même valise et les mêmes vêtements d'été qu'à son arrivée. Le moniteur fait sortir Friedrich par la porte d'entrée et lui ferme la porte au nez. Un Friedrich vaincu regarde brièvement Allenstein, puis se met à marcher, disparaissant bientôt dans la neige qui tombe.

## Fiche technique
Sauf indication contraire, les informations mentionnées dans cette section peuvent être confirmées par la base de données cinématographiques IMDb,  présente dans la section « Liens externes ».
- Titre original : Napola - Elite für den Führer
- Réalisation : Dennis Gansel
- Scénario : Dennis Gansel et Maggie Peren
- Musique : Angelo Badalamenti et Normand Corbeil
- Direction artistique : Martin Maly
- Décors : Matthias Müsse
- Costumes : Natascha Curtius-Noss
- Photographie : Torsten Breuer
- Montage : Jochen Retter
- Production : Viola Jäger, Harald Kügler et Molly von Fürstenberg
- Sociétés de production : Olga Film ; SevenPictures Film et Constantin Film Produktion (co-productions)[2]
- Société de distribution : Constantin Film Verleih[2]
- Pays de production :  Allemagne
- Langue originale : allemand
- Format : couleur - 35 mm - 1:1,85 - son Dolby Digital[2]
- Durée : 115 minutes
- Genre : drame historique
- Dates de sortie :
  - Tchéquie : 4 juillet 2004 (Festival international du film de Karlovy Vary)
  - Allemagne : 13 janvier 2005
  - France : 30 novembre 2018 (Arte)

## Distribution
- Max Riemelt (VF : Tanguy Goasdoué) : Friedrich Weimer
- Tom Schilling : Albrecht Stein
- Devid Striesow : Heinrich Vogler
- Joachim Bißmeier : Dr Karl « Karl der Große » Klein
- Justus von Dohnányi : Heinrich Stein, Gauleiter
- Michael Schenk (VF : Philippe Valmont) : Josef Peiner, professeur d'éducation physique
- Florian Stetter : Justus von Jaucher
- Alexander Held : le père de Friedrich
- Sissy Höfferer  : la mère de Friedrich
- Max Dombrowka : le frère de Friedrich
- Jonas Jägermeyr : Christoph Schneider
- Leon A. Kersten : Tjaden
- Thomas Drechsel : Wilhelm « Hefe »
- Martin Goeres : Siegfried « Siggi » Gladen
- Claudia Michelsen (VF : Marie Chevalot) : Mme Stein, mère d'Albrecht
- Julie Engelbrecht : Katharina
- Michael Lerchenberg : le professeur de latin
- Michael Rast : le professeur
- Dennis Gansel : l'entraîneur de Friedrich (caméo)

 Source et légende : version française (VF) sur RS Doublage

## Production

### Développement
Dennis Gansel a mis trois ans pour parfaire le scénario du film, et, pour développer le personnage de Friedrich Weimer, s'est inspiré de la vie de son grand-père qui a été professeur dans la base militaire de Napola. Pour Napola, il dit être influencé par Le Conformiste (Il conformista, 1970) de Bernardo Bertolucci.

### Tournage

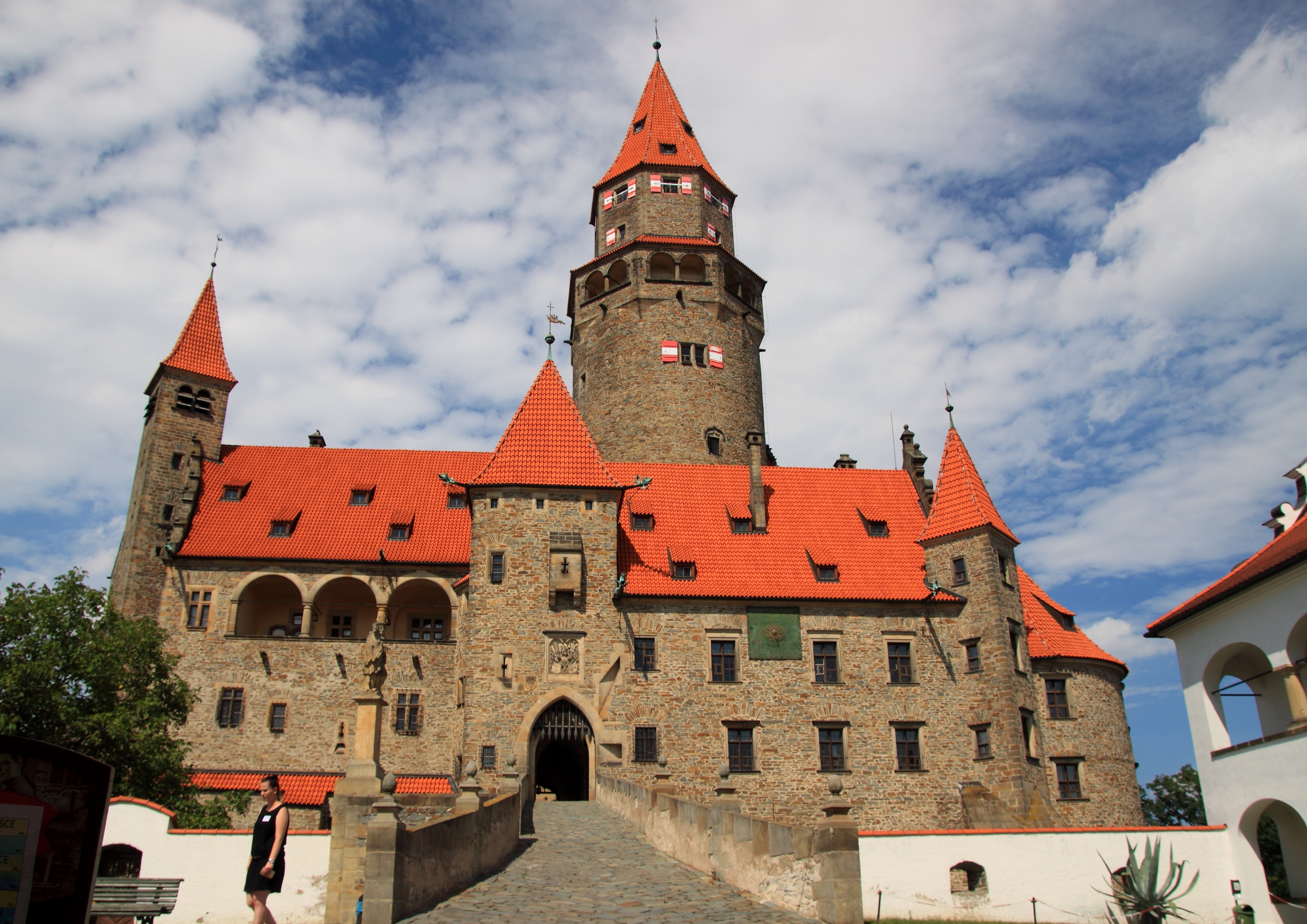
Le château de Bouzov (hrad Bouzov).

Le tournage a lieu, entre le 15 septembre 2003 et le 31 décembre de la même année, en Tchéquie, précisément à Prague, pour le centre-ville et le château de Slapy (zámek Slapy) pour en faire un manoir du Gauleiter Heinrich Stein, et à Bouzov, dont le château (hrad Bouzov) servant de décor à l'école fictive d'Allenstein.

### Musique
La musique du film est composée par Angelo Badalamenti et Normand Corbeil, dont la bande originale Napola Original Soundtrack est sortie, le 15 janvier 2005, par le studio ZYX Music.
Liste de pistes
1. Große Hoffnung (dialogue ; 00:24)
2. Opening Themeg (02:24)
3. Eine Ganz Besondere Sacheg (dialogue ; 00:40)
4. Living Home (01:33)
5. Inside the Locker (01:11)
6. Kein Mitleidg (dialogue ; 00:30)
7. The Castle (01:00)
8. Training (01:28)
9. Heldentogg (dialogue ; 01:08)
10. Albrecht (01:03)
11. Too Weak (02:16)
12. Ein Großes Abenteuerg (dialogue ; 00:30)
13. Two Brothers (00:53)
14. No Pity (00:47)
15. Reiß Dich Zusammeng (dialogue ; 00:13)
16. Death Forest (04:02)
17. The Flight (04:15)
18. Die Winterliche Landschaftg (dialogue ; 00:52)
19. Back to the Castle (00:40)
20. I Am Afraid (01:29)
21. Privilegiertg (dialogue ; 01:10)
22. The Task (01:05)
23. The Confrontation (00:53)
24. Ich Konntw Nicht Andersg (dialogue ; 01:11)
25. Lake Scene (00:57)
26. Death of Albrecht (02:52)
27. The Last Match (02:30)
28. The Last Scene (01:48)

## Accueil
Napola est présenté en avant-première, le 4 juillet 2004, au festival international du film de Karlovy Vary, en Tchéquie. Il sort le 13 janvier 2005 en Allemagne.
En France, le film est resté inédit jusqu'à sa première diffusion télévisée, le 30 novembre 2018, sous le titre Corps d'élite sur Arte.

## Distinctions
Sauf indication contraire, les informations mentionnées dans cette section peuvent être confirmées par la base de données cinématographiques IMDb,  présente dans la section « Liens externes ».

### Récompenses
- Festival international du film des Hamptons 2004 : meilleur film international
- Festival international du film de Karlovy Vary 2004 : meilleur acteur pour Max Riemelt
- Bayerischer Filmpreis 2005 : meilleure réalisation pour Dennis Gansel

### Nominations
- Festival du film de Gand 2004 : grand prix pour Dennis Gansel
- Festival international du film de Karlovy Vary 2004 : Globe de cristal pour Dennis Gansel